# Gonocephalus
Genre
Synonymes
- Gonyocephalus Wagler, 1830

Gonocephalus est un genre de sauriens de la famille des Agamidae.

## Répartition
Les 17 espèces de ce genre se rencontrent en Asie du Sud-Est.

## Description
Ces agames sont des reptiles trapus, avec une large tête présentant généralement une crête dorsale plus ou moins développée.

## Liste des espèces
Selon The Reptile Database (26 avril 2012) :
- Gonocephalus abbotti Cochran, 1922
- Gonocephalus bellii (Duméril & Bibron, 1837)
- Gonocephalus beyschlagi (Boettger, 1892)
- Gonocephalus bornensis (Schlegel, 1848)
- Gonocephalus chamaeleontinus (Laurenti, 1768)
- Gonocephalus doriae (Peters, 1871)
- Gonocephalus grandis (Gray, 1845)
- Gonocephalus interruptus (Boulenger, 1885)
- Gonocephalus klossi (Boulenger, 1920)
- Gonocephalus kuhlii (Schlegel, 1848)
- Gonocephalus lacunosus Manthey & Denzer, 1991
- Gonocephalus liogaster (Günther, 1872)
- Gonocephalus megalepis (Bleeker, 1860)
- Gonocephalus mjobergi Smith, 1925
- Gonocephalus robinsonii (Boulenger, 1908)
- Gonocephalus semperi (Peters, 1867)
- Gonocephalus sophiae (Gray, 1845)

## Publication originale
- Kaup, 1825 : Einige Bemerkungen zu Merrems Handbuch. Isis von Oken, vol. 16, p. 589-593 (texte intégral).